# Roberto Alagna
Roberto Alagna (Clichy-sous-Bois, 7 juni 1963) is een Franse tenor van Italiaanse (Siciliaanse) afkomst. Hij was tot 2013 gehuwd met de sopraan Angela Gheorghiu, met wie hij ook veel samenwerkte.
Alagna studeerde in Parijs en zong aanvankelijk populair repertoire. In 1988 won hij in Philadelphia de Luciano Pavarotti International Voice Competition en in datzelfde jaar debuteerde hij bij de Glyndebourne Touring Opera als Alfredo Germont in La traviata. Daarna zong hij vooral in kleinere theaters in Frankrijk en Italië. Zijn reputatie groeide en in 1990 debuteerde hij aan het Teatro alla Scala (Milaan), wederom als Alfredo. Grote faam verwierf hij met zijn vertolking van Rodolfo (La Bohème) in Monte Carlo, Barcelona, Londen en New York. Andere belangrijke rollen van Alagna zijn Roméo (Roméo et Juliette) en de titelrollen van Werther en Don Carlos. Zijn stem leent zich vooral goed voor het lyrische repertoire, hoewel zijn eigen voorkeur bij zwaardere partijen (onder meer Otello) ligt.
In 2006 raakte Alagna in opspraak toen hij in december tijdens de Zeffirelli-productie van Aida in het Teatro alla Scala in Milaan van het podium liep na luid boe-geroep tijdens zijn aria Celeste Aida. Een understudy in jeans en tennisschoenen (Antonello Palombi) moest de opera voor Alagna uitzingen.
- Bibsys: 1017921
- Bibliothèque nationale de France: cb13981937v (data)
- CiNii: DA0957819X
- Gemeinsame Normdatei: 132411598
- International Standard Name Identifier: 0000 0001 1020 8129
- Library of Congress Control Number: no96016332
- Nationale Bibliotheek van Letland: 000084509
- MusicBrainz: 0459517d-082f-4983-b7eb-5680d3913cb4
- Nationale Bibliotheek van Tsjechië: xx0030904
- Nationale Bibliotheek van Israël: 987007421853905171
- Nationale Bibliotheek van Polen: a0000002434487
- Nederlandse Thesaurus van Auteursnamen: 216109973
- Istituto Centrale per il Catalogo Unico: REAV097855
- LIBRIS: 284072
- SNAC: w6fb9qqt
- Système universitaire de documentation: 060847603
- Virtual International Authority File: 9829352
- WorldCat: E39PBJg8JMxpkWt3McyC4xHBfq